# Tombeau hun à l'automne
Tombeau hun à l'automne (en allemand : Hünengrab im Herbst) ou Dolmen en automne est un tableau du peintre allemand Caspar David Friedrich, réalisé vers 1820. Il fait partie de la collection de la Galerie Neue Meister à Dresde en Allemagne.